# The Mark - Il segno della vendetta
The Mark – Il segno della vendetta è un film del 2003 diretto da Mariano Equizzi.
Il film è una coproduzione italo-statunitense di genere horror-thriller.

## Trama
Nord Italia. Lo spietato Mark Draveni è il rampollo di una famiglia ricca e il capo della gang dei Demoni, una confraternita collegiale che compie crimini come pestaggi, ricatti al personale scolastico e omicidi ai danni di senzatetto e immigrati. Dopo un litigio con Giulia, la sua fidanzata - dovuto alla gravidanza di lei, e della quale Mark non vuole assumersi responsabilità – Mark incontra la misteriosa Serena Cursi, una bellissima ragazza bionda con uno strano marchio su una mano, e con la quale ha un rapporto sessuale. 
Il giorno dopo, la ragazza scompare nel nulla, e Mark si ritrova sulla mano un marchio simile a quello di Serena. Parlando con Zio J, un vecchio amico di famiglia appena uscito dal carcere, Mark apprende che l’uomo incontrò Serena Cursi in età adolescenziale e andò a letto con lei per poi ritrovarsi con lo stesso marchio che ha Mark, e spiega che chiunque abbia un rapporto sessuale con la ragazza si ritrova segnato dallo stesso marchio che hanno lui e Mark, e intima quindi al ragazzo di stare lontano da lei. Mark è ovviamente scettico, ma quando la sera dopo, Zio J. muore in circostanze misteriose, comincia a temere per la propria vita e decide di indagare sull’identità di Serena. Le sue ricerche lo indirizzano presso Enrico Artale, un losco ex giornalista che vive come un eremita, e che pare avere più di un’informazione sul conto della misteriosa ragazza. 
Inizialmente riluttante a parlare, Artale spiega a Mark che Serena era un’orfana cresciuta con le suore, e che morì accidentalmente nel 1986, durante una festa organizzata dal figlio di un giudice conservatore, la sua fidanzata di famiglia agiata e un loro amico, figlio di un famoso cantante, motivo per cui aveva avuto disposizione dal direttore del giornale di realizzare un clamoroso scoop, salvo poi essere licenziato dallo stesso direttore per aver rivelato particolari eccessivamente scottanti, che avrebbero rischiato di far finire il giornale in tribunale. Impensierito da quella storia, Mark continua ad indagare, chiedendo aiuto a Giulia – con la quale riesce a riappacificarsi promettendole di prendersi cura del bambino e di lasciare i Demoni –, ma una nuova apparizione di Serena, che minaccia Giulia, e delle visioni in cui la ragazza viene brutalmente uccisa dai tre ragazzi che l’avevano invitata alla festa lo costringono a tornare da Artale ed estorcergli con la forza una spaventosa verità, che l’uomo si era rifiutato di raccontargli: Serena fu difatti violentata e uccisa dai tre ragazzi, e la sua morte fu archiviata come accidentale grazie all’influenza delle loro famiglie. Da allora il suo spirito - identificato da Artale come uno spettro del folclore giapponese chiamato onryō - del carico di odio e di desiderio di vendetta appare per sedurre uomini ai quali passa il suo marchio, i quali sono poi destinati a morire. 
Terrorizzato dall’idea di morire, Mark pianifica quindi di placare la sete di vendetta di Serena rintracciando e uccidendo i suoi assassini – nel frattempo divenuti un avvocato, un talent scout e un’arredatrice di interni, e pertanto quasi intoccabili legalmente -, nella speranza che la ragazza possa ottenere la pace eterna e faccia quindi sparire il suo marchio. Con l’aiuto di Artale e dei membri della sua gang, riesce quindi a trovare i tre assassini e a ucciderli e, credendosi finalmente libero da quell’incubo, si prepara a vivere una vita serena assieme a Giulia, che nel frattempo partorisce. Tuttavia, l’incubo è tutt’altro che debellato: lo spirito di Serena riappare uccidendo Giulia e rivelando che, a causa delle violenze subite, esso è ormai corrotto dall’odio, non può trovare riposo eterno ed esiste solo per seminare terrore e morte, e che Mark, dopo aver fatto l’amore con Giulia, ha passato il marchio a lei e al loro bambino, finendo per maledirli e renderli preda dello spirito maligno. Anni dopo, il figlio di Mark incontra Serena, e la spirale di morte e di orrore si prepara a ricominciare.

## Personaggi
- Mark Draveni: figlio di una famiglia molto facoltosa, è il protagonista e capo della gang dei Demoni: di indole sadica, violenta, arrogante e sanguinaria, trae grande piacere dall'esercizio di crimini quali l'omicidio e i ricatti. Nonostante la sua natura spietata, possiede però un lato umano che mostra principalmente con Giulia (che si renderà conto di amare nel momento in cui realizza che la sua vita è messa in serio pericolo dalla maledizione di Serena) e verso suo figlio. Inizia a mostrare rispetto nei confronti di Enrico Artale, dal momento che battezzerà suo figlio con il suo nome.
- Serena Cursi: bellissima orfana cresciuta con le suore, negli anni 80 viene invitata a una festa da tre giovani molto ricchi, i quali la violentano e la uccidono brutalmente. Dopo tale morte violenta, il suo spirito si trasforma in un onryō, ovvero uno spirito vendicativo del folclore giapponese e, privato da qualunque forma di umanità dal trauma, va in cerca di uomini da sedurre e sui quali scaglia una maledizione che li condanna a morire. Tale maledizione si manifesta con la comparsa di uno strano marchio sulla mano del malcapitato, marchio che la stessa Serena ha sulla propria mano.
- Spike: membro dei Demoni e probabilmente secondo in comando della gang, ha un temperamento sadico quasi quanto Mark, e lo esprime tramite la sua tendenza a giocherellare con i cadaveri delle vittime della gang, prendendole in giro o assumendosi il compito di smembrare i corpi per farli sparire. Di solito porta sempre con sé una mazza da baseball.
- Berserk: membro dei Demoni di origine orientale, considera la violenza e l'omicidio delle forme d'arte e un motivo di gloria. Per questa ragione odia farlo per soldi, ma al termine del film mostra la sua fedeltà a Mark e decide comunque di partecipare alla spedizione punitiva nei confronti degli assassini di Serena.
- Kite: membro dei Demoni, è un'affascinante ninja che prova grande rispetto per Mark, pur provando disgusto per i suoi sentimenti nei confronti di Giulia. Sarà lei a fare da esca per Daniele Berti, seducendolo e facendo in modo che Mark possa ucciderlo. La sua arma preferita è una katana.
- Conan: il membro più giovane dei Demoni, è un genio informatico. Non si sa molto di lui, ma le sue conoscenze informatiche si rivelano molto utili per Mark e per i suoi compagni.
- Enrico Artale: Giornalista, viene incaricato di indagare sull'omicidio di Serena, salvo poi venire licenziato per aver rivelato particolari troppo scottanti sul caso. Viene perseguitato dallo spirito di Serena, per la cui sorte prova compassione e con la quale, superata l'iniziale paura, sembra perfino condividere una certa complicità. Aiuta Mark a rintracciare gli assassini della ragazza, ottenendo in questo modo il rispetto del ragazzo, che darà il suo nome a suo figlio. Nonostante lo minacci di morte per estorcergli la verità su Serena, Mark confessa di avere paura di lui.
- Giulia: la fidanzata di Mark, rimane incinta di lui e questo causa un litigio che inizialmente li separa, ma la paura di Mark di rimanere ucciso dalla maledizione di Serena li riavvicina (anche se Giulia non si renderà conto della presenza malefica se non quando sarà troppo tardi). Non è chiaro se sia a conoscenza delle attività criminali del fidanzato.
- Zio J: vecchio amico di famiglia di Mark, in età giovanile fu capo della vecchia formazione dei Demoni e fu arrestato e condannato a 25 anni di galera per aver assassinato un ragazzo di una scuola rivale che gli aveva portato via la fidanzata. Poco prima dell'arresto fu sedotto da Serena e la maledizione si concretizza subito dopo la sua scarcerazione. Sembra provare rimorso per il suo passato criminale.
- Carlo Capone, Daniele Berti e Luisa Gattelli: gli assassini di Serena, adescano la ragazza ad una festa organizzata da Capone per poi violentarla e ucciderla. Anch'essi di famiglie facoltose, il loro crimine viene fatto insabbiare dalle loro famiglie e negli anni a venire si costruiscono delle promettenti carriere. Capone e Berti vengono uccisi da Mark, mentre Luisa viene assassinata da Berserk durante un incontro clandestino con il suo amante (che viene anch'esso ucciso da Mark nel tentativo di difenderla).